# Superintendent (religia)
Superintendent (łac. superintendentus „nadzorca”) – duchowny protestancki sprawujący władzę nadzorczą w stosunku do pastorów określonego obszaru – superintendentury. Ze względu na rangę i obowiązki oraz ze względu na wielkość podlegającego mu terytorium funkcja superintendenta stanowi odpowiednik funkcji rzymskokatolickiego biskupa diecezjalnego lub dziekana, kierującego dekanatem.
W Polsce urząd superintendenta posiadają obecnie Kościół Ewangelicko-Reformowany w RP oraz Kościół Ewangelicko-Metodystyczny w RP, jednak często stosują one również tytuł biskupa.
Według ordynacji kościelnej Kościoła Ewangelickiego Unii Staropruskiej (na ziemiach, które do 1914 r. lub do 1945 r. wchodziły w skład Prus) superintendentura nadzorowała funkcjonowanie parafii na terenie diecezji (archiprezbiteriatu). Obejmowały one obszar odpowiadający wielkością jednemu lub dwóm ówczesnym powiatom administracyjnym. Superintendent mianowany był przez generalnego superintendenta na wniosek senatu kościelnego. Jego bezpośrednim zadaniem było sprawowanie nadzoru nad proboszczami i wspieranie ich działalności duszpasterskiej poprzez przeprowadzanie wizytacji kościelnych, wybieranie proboszczów, sprawowanie nadzoru nad szkolnictwem kościelnym, państwowym i prywatnym w zakresie nauki religii, opiekę nad instytucjami charytatywnymi czy zakładami opieki społecznej. 